# Edmund Barton
Sir Edmund Barton (18. ledna 1849, Sydney – 7. ledna 1920, Medlow Bath) byl australský politik a právník, první premiér Austrálie a soudce tamního Nejvyššího soudu.

## Život
Narodil se v Sydney, kde také v roce 1871 vystudoval univerzitu a složil advokátní zkoušky. O prázdninách v roce 1870 poznal Jane Mason Rossovou, kterou si v roce 1877 vzal. Byl dobrým hráčem kriketu a později také kriketovým rozhodčím.
Jeho politická kariéra je těsně spjata právě s kriketem. Byl jedním ze dvou rozhodčích ve slavném zápase družstev Nového Jižního Walesu a Anglie v roce 1879. Po kontroverzním rozhodnutí ze strany druhého sudího došlo k historicky první potyčce na kriketovém zápase (tzv. Sydney Riot of 1879). Barton pomohl tuto situaci zmírnit, což mu získalo popularitu ze strany médií, která mu pomohla v následující politické kariéře.
V roce 1876 kandidoval do Zákonodárného shromáždění státu Nový jižní Wales (New South Wales Legislative Assembly), byl ale těsně poražen. S tímtéž výsledkem kandidoval v roce 1877, v roce 1879 ale zvítězil. V různých místních institucích zasedal až do roku 1879.
Barton stál na straně podporovatelů federace autonomních australských států (tehdy byla Austrálie britskou kolonií) s jednotnou vládou. Po ustanovení australské vlády v roce 1901 se také stal jejím prvním premiérem, kterým zůstal do roku 1903.
Prvním zákonem, schváleným Bartonovou vládou byl Immigration Restriction Act (Zákon o omezení přistěhovalectví), který oficiálně započal tzv. „politiku bílé Austrálie“. Součástí politiky omezení přistěhovalectví byla zásada, že se v Austrálii mohly usadit pouze osoby bílé barvy pleti. Ve víceméně nezměněné formě toto rasistické pravidlo přetrvalo až do padesátých let 20. století.
V roce 1902 získal od anglického krále šlechtický titul, v roce 1903 se stal soudcem australského Nejvyššího soudu. Měl čtyři syny a dvě dcery.